# Nandrin
Nandrin – miejscowość i gmina (commune) w Belgii, w Regionie Walońskim, w prowincji Liège, w okręgu Huy. 1 stycznia 2024 roku liczyła 5745 mieszkańców.

## Podział administracyjny
W skład gminy wchodzą trzy dzielnice (section):
- Saint-Séverin
- Villers-le-Temple
- Yernée-Fraineux

## Współpraca
Miejscowości partnerskie:
- Saint-Père-Marc-en-Poulet Francja
- Saint-Séverin Francja